# Německo-polský pakt o neútočení

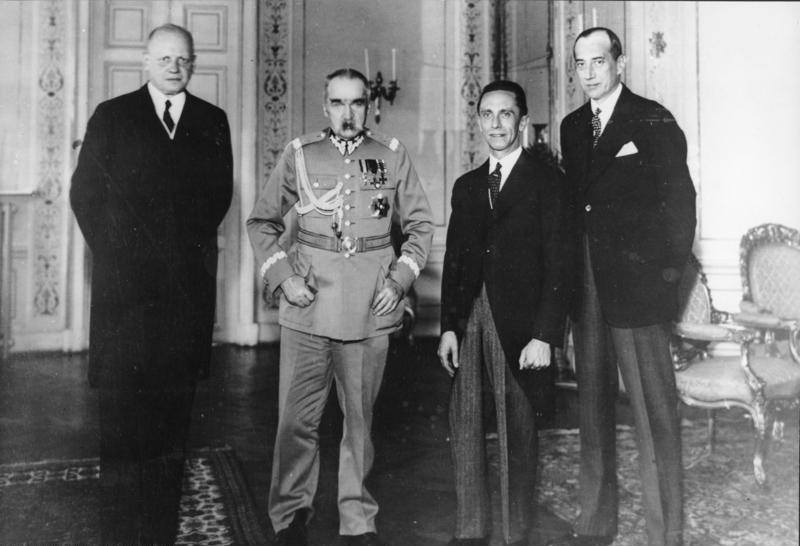
Přijetí Josepha Goebbelse u maršála Józefa Piłsudského 15. června 1934 (zleva doprava: německý velvyslanec ve Varšavě Hans-Adolf von Moltke, maršál Piłsudský, říšský ministr propagandy Josef Goebbels a polský ministr zahraničních věcí Józef Beck)

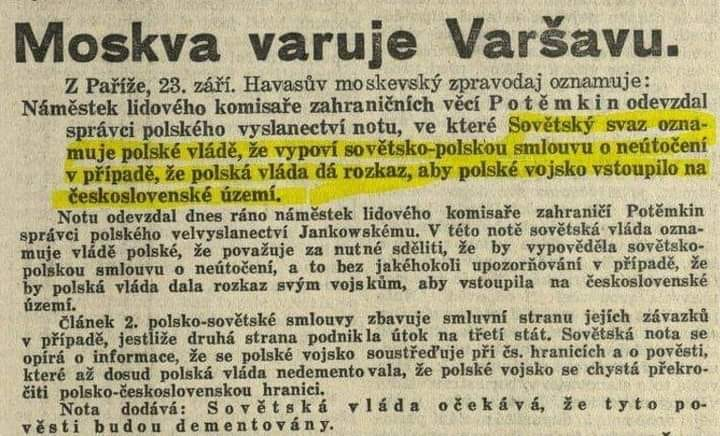

Německo-polský pakt o neútočení (německy Deutsch-Polnischer Nichtangriffspakt, polsky Polsko-niemiecki pakt o nieagresji), známý též jako Pakt Piłsudski-Hitler (německy Piłsudski-Hitler-Pakt, polsky Pakt Piłsudski-Hitler), plným názvem Prohlášení mezi Německem a Polskem o nepoužití násilí (německy Erklärung zwischen Deutschland und Polen über den Verzicht auf Gewaltanwendung, polsky Deklaracja między Polską a Niemcami o niestosowaniu przemocy), byla smlouva o neútočení, uzavřená mezi nacistickým Německem a druhou Polskou republikou.

## Uzavření a obsah paktu

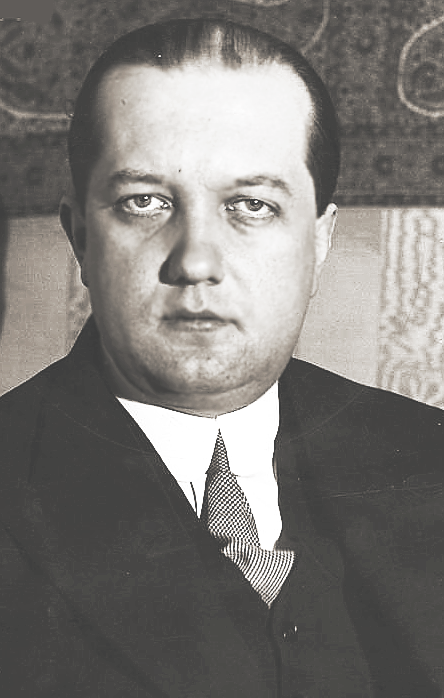
Józef Lipski (1894-1958), polský velvyslanec v Berlíně

Smlouva byla výsledkem polské zahraniční politiky, která se po podpisu Locarnské dohody pokoušela získat záruky bezpečnosti přímo u zemí, se kterými mu hrozil konflikt. Po uzavření Paktu o neútočení se Sovětským svazem v roce 1932 Polská republika chtěla obdobné garance získat také ze strany Německa.
Smlouva o neútočení s Německem byla uzavřena 26. ledna 1934 v Berlíně. Jménem Německa smlouvu podepsal ministr zahraničních věcí Konstantin von Neurath a jménem Polska velvyslanec v Berlíně Józef Lipski. Smlouva byla uzavřena na 10 let a jejím základem byla deklarace Hitlera-Lipského z 15. listopadu 1933, předpokládájící odmítnutí síly v polsko-německých vztazích. Uvádí se v ní, že oba státy se hodlají domluvit bezprostředně na jakémkoliv problému, týkajícím se oboustranných vztahů. Nicméně odmítnutí vzájemného použití síly, které však nebylo doplněno zárukami o neměnnosti hranic, připouštělo možnost jejího použití při revizi územního statu quo třetích zemí. Smlouva nebyla svým obsahem běžná. Neobsahovala článek, běžný v podobných dohodách, o podmínkách přerušení její platnosti, nebo o právu jedné ze stran odmítnout ji, jestliže se druhá strana ocitne ve válečném stavu se třetím státem.

## Důsledky paktu
Uzavřením smlouvy došlo k normalizaci německo-polských vztahů, zatížených německým revizionismem vůči Versailleské smlouvě. Německo uzavřením smlouvy fakticky uznalo existující německo-polskou hranici a oslabilo pozici Francie vůči Německu, zakládající se na možnosti společného vojenského zásahu Francie, Československa a Polska proti Německu v případě vzniklé krize. Polsko se uzavřením smlouvy snažilo zmírnit možné pro sebe nepříznivé dopady Locarnské dohody a stávající německo-sovětské spolupráce. Uzavřením smlouvy skončila polsko-německá celní válka. V době podpisu smlouvy Německo opustilo Společnost národů a na jeho místo byl do společnosti přijat Sovětský svaz. Po zkušenostech s přijetím do Společnosti národů Německa v roce 1926, kdy bylo jeho členství využito k zaplavení Rady společnosti stížnostmi německé menšiny v Polsku, Polská vláda se obávala, že po přijetí SSSR do společnosti dojde k opakování se situace a to ze strany běloruské a ukrajinské menšiny. Proto Polsko vypovědělo 13. září 1934 na shromáždění Společnosti národů v Ženevě smlouvu o ochraně národnostních menšin. Aby bylo zamezeno možným sporům týkajích se německé menšiny v Polsku a polské menšiny v Německu byla mezi Polskem a Německem 5. listopadu 1937 podepsána Deklarace vlád Německa a Polska o zacházení s jejich uznanými národnostními menšinami.

## Ukončení platnosti paktu o neútočení
28. dubna 1939 Německo smlouvu jednostranně ukončilo poté, co Polsko odmítlo obnovené německé požadavky na úpravu vzájemných hranic v německý prospěch (především se jednalo o Gdaňský koridor). Jako oficiální důvod německá strana uvedla polsko-britské komuniké z 6. dubna 1939 o poskytnutí britských záruk ohledně Gdaňsku. Vypovězení smlouvy Německem znamenalo zhroucení stavby polské zahraniční politiky za posledních pět let, ale již samotný důvod vypovězení smlouvy znamenal, že polská zahraniční politika přestala věřit zárukám vyjednaným ve smlouvách a začala pracovat na uzavření spojenectví s Velkou Británií a obnovení spojenectví s Francií.

## Vnímání polsko-německého paktu o neútočení
Podepsání paktu o neútočení mezi Polskem a Německem bylo velice nelibě přijato zejména v SSSR, Francii a u jejich blízkých spojenců (tedy i v Československu). Francie považovala samostatnou snahu Polska o zajištění své bezpečnosti jako oslabování její pozice. Sovětský svaz se obával, že uklidnění situace mezi Polskem a Německem umožní Polsku se více soustředit na SSSR. Ihned po podepsání polsko-německého paktu o neútočení se ve francouzském a sovětském tisku začaly objevovat spekulace o tajném dodatku ke smlouvě, ve kterém měly obě země uzavřít spojeneckou smlouvu (ve skutečnosti Hitler se pokoušel Polsko získat pro protisovětský pakt, ale Polsko odmítlo). V současnosti se často tyto spekulace používají jako ospravedlnění pro tajný dodatek k Paktu Ribbentrop–Molotov, ke vpádu sovětské armády do Polska 17. září 1939 a porušení smlouvy o neútočení. Teorie o polsko-německém spojenectví jsou živé nejen v současném Rusku, Francii, mezi polskými komunisty, ale také v České republice. Uzavření smlouvy je ukazováno jako akt, který umožnil aktivizaci polské zahraniční politiky proti Československu, vůči kterému mělo Polsko územní požadavky. Také rozbití Československa je často přisuzováno německo-polskému spojenectví. Pravdou je, že během mnichovské krize Polsko své nároky vůči Československu uplatňovalo agresivně bez spolupráce s Německem (dlouhodobý spor o Těšínsko a další území), nicméně je jisté, že také využilo oslabené pozice Československa k získání nárokovaných území na Těšínsku.
| „ | Při odjezdu ze Ženevy 28. září 1934 ministr zahraničí Polské republiky Beck prohlásil: „Polsko o své vůli prohlašuje, že od nynějška spojuje svůj osud s osudem Německa... Polská vláda se prohlašuje od nynějška za osvobozenou od jakýchkoliv závazků vůči Československu a připomíná svoje přání stanovit společnou hranici s Maďarskem.“ | “ |

| „ | Tato politika napomohla zničení Československa, rozbití Malé dohody, oslabení pozice Francie ve střední Evropě a přiblížila svět válce. Osud Československa, na kterém polský ministr zahraničí Józef Beck tak usilovně pracoval, se stal osudem Polska. On sám na svém vystoupení v polském Sejmu dne 5. května 1939 prohlásil: "Mír je cenný a žádoucí. Naše pokolení, které prolévalo krev ve válkách, si jej zaslouží. Ale mír, stejně jako skoro všechny věci na světě, má svoji vysokou a spravedlivou cenu. My Poláci neznáme pojem mír za každou cenu. V životě lidí existuje pouze jedna věc, která se nedá koupit - a tou je čest!". | “ |